# 卡緬涅茨-波多利斯基區
卡缅涅茨-波多利斯基区，是烏克蘭西南部赫梅利尼茨基州的一個區，行政中心設於卡缅涅茨-波多利斯基，人口数量为284,010人（2021年估计）。

## 历史
2020年7月18日作为乌克兰行政区划改革的一部分，赫梅利尼茨基州的区份数量减至3个，卡缅涅茨-波多利斯基区的面积显著增加。卡缅涅茨-波多利斯基区的面积为1,537平方公里，2020年人口数量为63,302人。

## 行政区划
卡缅涅茨-波多利斯基区下分为15个市镇。